# Маринівка (Одеський район)
Ма́ринівка — село Усатівської сільської громади в Одеському районі Одеської області в Україні. Населення становить 610 осіб.

## Характеристика
Село розташовано у водорозділі двох лиманів — Хаджибейського і Куяльницького, на відстані 86 км від районного центру і 35  км від обласного центру. Площа населеного пункту — 88 га, дворів — 260. Населення станом на 01.01.07 р. — 560 осіб. День села — 14 жовтня. До 25 жовтня 2020 р. село було адміністративним центром Маринівської сільської ради.

## Історія
- Заснована Маринівка у 1797 р. Назву пов'язують з іменем дочки поміщика графа Льва Потоцького — Марини, якій вій подарував ці землі.
- Станом на 1886 у селі Іллінської волості Одеського повіту Херсонської губернії мешкало 378 осіб, налічувалось 54 дворових господарства, існувала школа[1].
- У 1922 р.заснована Маринівська сільська рада, яка проіснувала до 25 жовтня 2020 р.
- З 1931 р. по 1952 р. в с. Маринівка розташовувалися такі сільськогосподарські підприємства: артілі «13-річчя Жовтня»; артіль «ім. III Інтернаціоналу», артіль «ім. Димитрова».
- З 1952 р. Маринівка разом і жителями сіл Стара Еметівка, Нова Еметівка, Берегове ввійшли до складу колгоспу «ім. Чапаєва».
- У 1968 р. шляхом розподілу колгоспу ім. Чапаєва утворився колгосп «Жовтень», а в 1995 р. — дослідно-виробниче господарство «Покровське»,
- У 80-ті роки при в'їзді в Маринінку було споруджено пам'ятник загиблим односельчанам у роки Другої світової війни і встановлено монумент — літак на честь Івана Денисовича Чулкова.
- У 1993 р. побудовано приміщення Маринівської сільської ради.
- У 1999 р. в селі відкрито Свято-Покровський храм (нині Свято-Покровський скит Свято-Успенського Одеського чоловічого монастиря); 6 березня 2018 освячено нижній храм в ім'я Святителя Миколая Свято-Покровської церкви.

## Населення
Згідно з переписом 1989 року населення села, яке тоді входило до складу Іллінської сільської ради, становило 477 осіб, з яких 207 чоловіків та 270 жінок.
За переписом населення 2001 року в селі мешкали 574 особи.

### Мова
Розподіл населення за рідною мовою за даними перепису 2001 року:
| Мова       | Відсоток |
| ---------- | -------- |
| українська | 91,8 %   |
| російська  | 7,21 %   |
| румунська  | 0,66 %   |
| болгарська | 0,16 %   |

## Видатні земляки
На території села народились три Героя Радянського Союзу: Сташков Микола Іванович (у роки війни — перший секретар Дніпропетровського підпільного обкому КПУ), Сташек Микола Іванович (звання Героя Радянського Союзу присвоєно за форсування Дніпра); Чулков Іван Денисович — пілот-винищувач (звання Героя Радянського Союзу присвоєно 24 лютого 1942 року).
У селі також народилася українська радянська діячка, депутат Верховної Ради УРСР Русина Надія Пилипівна.